# Rudolf Hercher

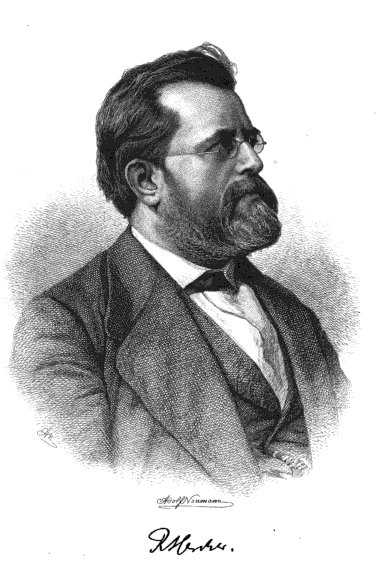
Rudolf Hercher.

Rudolf Hercher, född den 11 januari 1821, död den 26 mars 1878, var en tysk klassisk filolog, verksam som gymnasielärare. Han är främst känd för sin samling av grekiska brev, Epistolographi Graeci, och för sina konjekturer.